# Статистическа семантика
Статистическата семантика изучава „как статистическите модели на употребата на думи в човешките езици може да бъде използвано да се разбере, какво хората имат предвид, поне до степен, достатъчна за достъп до информация“ (Фърнас:2006). Как разбираме какво думите значат просто гледайки в моделите на думи в големи колекции текст? Какви са границите на този подход за разбиране на думите?

## История
Терминът статистическа семантика е първо използван от Уивър (1955) в неговия известен доклад за машинния превод. Там той твърди, че поясняването и разграничаването на значението на думата в машинния превод, трябва да се базира на съответствие на честотата на употреба на контекстуалните думи близки до дадената целева дума. Предположението, което имаме тук, е, че „думата се характеризира от компанията, която поддържа“, нещо, което е защитавано като теза от Дж. Р. Фърт (1957). Това приемане е познато в лингвистиката като Дистрибуционна хипотеза. Делавени (1960) дефинира статистическата семантика като „статистическо изучаване а значенията на думите и тяхната честота и ред на повтаряемост“.